# Jai Ho
Jai Ho è una canzone scritta in hindi da A.R. Rahman e Gulzar, ed interpretata da Sukhwinder Singh e Rahman, per la colonna sonora del film The Millionaire del 2008. In esso accompagna una coreografia in stile Bollywood. La canzone figura anche la partecipazione vocale di Tanvi Shah, Mahalakshmi Iyer e Vijay Prakash.
Jai Ho fu originariamente composta per il film del 2008 Yuvvraaj, ma fu scartata dal regista Subhash Ghai, che non la ritenne adatta alla voce dell'attore Zayed Khan che avrebbe dovuto interpretarla nel film. In seguito, A.R. Rahman ha rivelato in una intervista che fu proprio Ghai a chiedergli di utilizzare le parole Jai Ho nella canzone. Dopo l'inserimento del brano in The Millionaire, il brano ha vinto l'oscar per la migliore canzone, battendo Down to Earth di Peter Gabriel (per WALL-E) e O... Saya, sempre tratta dalla colonna sonora di The Millionaire.
La parola Jai Ho può essere tradotta come vittoria, ma anche come elogio, saluto o Hallelujah. La maggior parte del testo è in lingua hindi, con alcune parti in spagnolo. Il 23 febbraio 2009 Rahman ha interpretato il brano dal vivo durante The Oprah Winfrey Show. Su richiesta della Winfrey, A.R. Rahman ha detto che Jai Ho vuol dire Che la vittoria possa essere tua.

## Cover delle Pussycat Dolls
Nel 2009 il brano è stato registrato in lingua inglese dalle Pussycat Dolls, principalmente cantata da Nicole Scherzinger. Al titolo è stato aggiunto un punto esclamativo e un co-titolo, chiamata quindi "Jai Ho! (You Are My Destiny)". Prodotta in collaborazione con A.R. Rahman e Ron Fair, la Scherzinger ha dichiarato che il brano è una reinterpretazione della canzone, e non un remix.
Il brano si è piazzato al 15º posto dei brani più venduti in Italia nel 2009.

## Pubblicazione
La canzone è stata resa disponibile a partire dal 23 febbraio 2009 su iTunes Store statunitense e a livello internazionale il 24 dello stesso mese e anno. La canzone ha debuttato nella Billboard Hot 100 alla posizione numero 100, riuscendo ad entrare nella top 20 la settimana successiva. Ha ottenuto ampio successo in tutto il mondo.

## Video musicale
Il video, premiato il 13 marzo 2009, è stato girato a Vienna e presenta una coreografia, simile a quella del film The Millionaire. Dopo una breve introduzione in cui alcune persone battono le mani e si intravedono le sagome dei membri del gruppo, Nicole Scherzinger sale su un treno, dove appiono le due Pussycat Ashely e Kimberly che ascoltano musica. Poco dopo un uomo misterioso segue Nicole e viene fotografato dalle altre due Pussycat. Seguono numerose diverse ambientazioni, con numerosi balletti di gruppo in metro e in mercati cittadini, con alcune apparizioni del cantante indiano A.R. Rahman.

## Tracce
Promo - CD-Single Interscope PCDHOCDP1 (UMG)
1. Jai Ho! (You Are My Destiny) (Re Mix) – 3:42

CD-Single Interscope 60252704057 (UMG) / EAN 0602527040578
1. Jai Ho! (You Are My Destiny) (Re Mix) – 3:43
2. Lights, Camera, Action! (The Pussycat Dolls feat. New Kids on the Block) – 3:45

## Classifiche

### Classifiche settimanali
| Classifica (2009)   | Posizione massima |
| ------------------- | ----------------- |
| Australia           | 1                 |
| Austria             | 18                |
| Belgio Fiandre      | 3                 |
| Belgio Vallonia     | 5                 |
| Canada              | 4                 |
| Europa              | 5                 |
| Finlandia           | 1                 |
| Francia             | 3                 |
| Germania            | 29                |
| Irlanda             | 1                 |
| Israele             | 1                 |
| Italia              | 2                 |
| Libano              | 1                 |
| Nuova Zelanda       | 2                 |
| Regno Unito         | 3                 |
| Romania             | 2                 |
| Stati Uniti         | 15                |
| Stati Uniti Pop 100 | 20                |
| Svezia              | 40                |
| Svizzera            | 7                 |
| Turchia             | 1                 |

### Classifiche annuali
| Classifiche (2009) | Posizione |
| ------------------ | --------- |
| Australia          | 15        |
| Belgio Fiandre     | 3         |
| Belgio Vallonia    | 5         |
| Canada             | 50        |
| Europa             | 39        |
| Francia            | 21        |
| Irlanda            | 19        |
| Italia             | 15        |
| Nuova Zelanda      | 16        |
| Regno Unito        | 26        |
| Romania            | 11        |
| Svizzera           | 71        |

### Andamento nella classifica italiana
| Posizione | 17 | 8 | 10 | 4 | 2 | 3 | 3 | 5 | 4 | 5 | 4 | 6 |